# Bematistes dewitzi
Bematistes dewitzi is een vlinder uit de familie van de Nymphalidae. De wetenschappelijke naam van de soort is voor het eerst gepubliceerd in 1896 door Otto Staudinger.
De soort komt voor in de Centraal-Afrikaanse Republiek.